# Distritos postales de Dublín
Los Distritos Postales de Dublín son usados por el servicio postal de Irlanda conocido como An Post, para repartir el correo en el área de Dublín. Este sistema será cambiado por un sistema de códigos postales nacionales que será introducido próximamente. El sistema es similar al usado en ciudades de otros países europeos hasta que adoptaron sistemas de código postal nacional en los sesentas y setentas. El distrito postal aparece con uno o dos dígitos apareciendo al final de las direcciones, p.e.:
```
Dublin Orthodox Synagogue,
32 Rathfarnham Road, 
Terenure,
Dublin 6W 
```

De primer momento, números impares son usados para direcciones en el Norte del Río Liffey, mientras que los números pares están en las direcciones del Sur. Las excepciones a esto son el Parque Fénix (junto con una área pequeña en entre el parque y el río Liffey) y Chapelizod Village que, aunque están en el Norte de Dublín, son partes de los distritos postales Dublín 8 y Dublín 20 respectivamente.
En 1985, Dublín 6 fue separado, con algunas áreas tales como Templeogue, Kimmage y Terenure volviéndose parte de un nuevo distrito para facilitar el procesamiento del correo instalando una nueva oficina postal para esas áreas. Los residentes de algunas áreas objetaron la asignación de "Dublín 26" para el nuevo distrito postal, citando la devaluación de la propiedad (los distritos con números más altas representaban típicamente regiones menos afluentes y menos centrales). An Post accedió y el distrito se conoció como Dublín 6W.
Estos números aparecen en la mayoría de los señalamientos de calles en Dublín, a un lado del nombre de la calle en inglés e irlandés, de tal modo el señalamiento de 'MERRION ROAD'/'BÓTHAR MHUIRFEAN' mostrará el dígito '4'.
El sistema de numeración no es usado para áreas colindantes en el Condado de Dublín, tales como Dún Laoghaire, Blackrock, Lucan o Swords.
En Cork, también hay distritos numerados, p.e.: en el señalamiento de 'PATRICK STREET'/'Sráid Phádraig' aparecerá el dígito '1', pero éstos no se encuentran en las direcciones postales.
Aunque el Ministro para Comunicaciones y Recursos Naturales y Marinos de Irlanda, Noel Dempsey, ha anunciado Archivado el 2 de septiembre de 2006 en Wayback Machine. que los códigos postales serán introducidos en Irlanda el 1 de enero de 2008, aún no hay indicios de cuál será el formato que tomarán, y como los distritos postales de Dublín serán incorporados en el nuevo sistema (si es que van a ser incorporados).